# Nicolaus Biceps
Nicolaus Biceps (tschechisch Mikuláš Biceps; † 1399 in Prag) war tschechischer Theologe und Philosoph.
Biceps erwarb an der Prager Universität den Titel Meister der Freien Künste. 1369 wurde er zum Dekan der Fakultät der Künste berufen und lehrte Theologie. Er stellte sich gegen die einsetzende Reformbewegung von Jan Hus und seinen Anhängern in Böhmen und die Lehre John Wyclifs. Von 1378 bis 1399 arbeitete er als Lektor der Ordensstudien der Dominikaner in Prag.

## Biographie
- Evžen Stein: Mistr M. Biceps, jeho osobnost historická a literární, doba, prostředí, význam. 1928

| Personendaten    | Personendaten                        |
| ---------------- | ------------------------------------ |
| NAME             | Biceps, Nicolaus                     |
| ALTERNATIVNAMEN  | Biceps, Mikuláš; Biceps, Mikulas     |
| KURZBESCHREIBUNG | tschechischer Theologe und Philosoph |
| GEBURTSDATUM     | 14. Jahrhundert                      |
| STERBEDATUM      | 1399                                 |
| STERBEORT        | Prag                                 |